# Low Key (Akon)
Low Key è un singolo del cantante statunitense Akon, pubblicato il 18 luglio 2019 dall'Akonik Label Group, come primo singolo d'anticipazione per il suo quinto album in studio Akonda, con una direzione musicale afrobeat.
Il brano parla di come una donna interessata al cantante non abbia ancora trovato la sua dolce metà, e ciò porta il cantante a chiedersi quali siano i motivi, supponendo che sia perché gli standard della donna siano alti.

## Video musicale
Il videoclip del brano, diretto da Mazi O, è stato girato in Nigeria, e pubblicato il 5 novembre del 2019. Le scene mostrano una ragazza camminare tra le strade della città africana e attirare l'attenzione di tutti i passanti, alternata a scene in cui si trova con il cantante e coreografie di ballo tipicamente africane.

## Tracce
1. Low Key – 3:12